# Wolfram Jokisch
Wolfram Jokisch (* 1951) ist ein Diplompädagoge und Theologe. 
Jokisch studierte Theologie, Pädagogik und Psychologie in Erlangen und Bamberg. Er absolvierte Zusatzausbildungen in Gestalttherapie, systemischer Transaktionsanalyse, NLP, Jungscher Psychologie, Shiatsu und Systemaufstellungen. Er arbeitete als Systemberater und gilt als anerkannter Spielpädagoge und Sachbuchautor. Seit 1992 ist Jokisch selbständiger Trainer für Coaching und Teamentwicklung.

## Publikationen
- Sinn-ier-Karten für Berufs- und Privatleben, Germering: Janus-Verl., 2003
- Steiner Spielkartei, Münster: Ökotopia, Spielevertrieb und Verl., 5. Aufl. 1996
- Normen und Glaube, Karlsruhe 1978
- Anstösse zum Umgang mit biblischen Texten in Gruppen Stein/Mfr.: Laetare-Verlag, 1977
- Befreiung der Frau, Befreiung des Mannes Stein/Mfr.: Laetare-Verlag, 1977
- Veränderung verstehen Stein/Mfr.: Laetare-Verlag, 1977